# 厚棘六枪虫
厚棘六枪虫（学名：Hexacontium pachydermum）为三轴球虫科六枪虫属的动物。分布于挪威海以及西沙群岛等。